# Playas de Cutín y Los Molinos
La Playa de Cutín y la de Los Molinos que es la continuación de la anterior, están en el  concejo de Valdés,  en el occidente del Principado de Asturias (España)  y pertenecen al pueblo de Querúas. Forman parte de la Costa Occidental de Asturias y se enmarcan dentro del conocido como Paisaje Protegido de la Costa occidental de Asturias.

## Descripción
Tienen  forma  de suaves conchas. El lecho está formado por arenas oscuras de tamaño medio  mezclado con grandes losas de piedra. La ocupación y urbanización son escasas a pesar de que sus accesos son fáciles, al menos en una de ellas, peatonales e inferiores a unos 500 m.
Para acceder a las playas hay que localizar los pueblos más cercanos que son San Cristóbal y Querúas.  Durante la  bajamar se unen ambas playas que generalmente están separadas por una enorme roca. Para acceder a ellas se utiliza el mismo acceso que para  llegar a la Playa de La Estaca  si bien hay que tomar el ramal izquierdo de una bifurcación hasta llegar a un bosque de eucaliptos. En ese momento comienza el descenso a las playas pasando por un punto donde se unen tres arroyos que desembocan en la playa. Hay que tener especial precaución en la bajada de este último tramo que es corto pero muy resbaladizo.